# Sandrine Roustan-Bondi
Sandrine Roustan, née le 4 septembre 1969 à Cannes, est une professionnelle des médias audiovisuels. Elle occupe depuis février 2021 le poste de directrice générale chargée du pôle Contenus de la RTBF, membre du Comex et du comité permanent.  Elle a évolué dans plusieurs sociétés de médias en France comme à l’étranger (notamment en Chine). De Canal+ en passant par M6, Endemol France, Multimédia France Productions et France Télévisions ou encore Shanghai Media Group (SM), Sandrine Roustan a occupé des postes clés au cœur de la création, de la production en passant par l’édition et la distribution digitale. Elle a notamment dirigée l’antenne et les programmes de la chaîne France 4 souvent comparée à la chaîne BBC3.
Elle a également travaillé de 2017 à 2020 au sein du 2e groupe le plus important après CCTV en Chine, Shanghai Media Group. À son retour en Europe en 2020, elle s’est présentée à la candidature de la Présidence de France Télévisions avec un projet de transformation numérique, prônant la plateformisation du groupe audiovisuel public intitulé France Mediavisions.

## Biographie

### Carrière dans la production TV
Après des débuts en 1992 en tant que créatrice de l’émission hebdomadaire de Canal+, Télés-Dimanche présentée par Michel Denisot puis par Marc-Olivier Fogiel, où elle occupera des fonctions de documentaliste puis journaliste, elle participe à la production de plusieurs programmes populaires tels que Les Enfants de la télé. En 1997, elle devient rédactrice en chef de l’émission Plus vite que la musique pour le groupe M6, avant d’être nommée adjointe du directeur des magazines de M6 de 1999 à 2002.
En 2002, elle rejoint Endemol France et devient directrice de production et artistique pour les émissions de divertissement du groupe principalement produites pour le groupe M6.
C’est à partir de 2007 qu’elle fonde sa société de production, « La Prod’ en Face » avec pour cœur de métier la production de formats courts de type comédie. Elle acquiert notamment les droits du format allemand Ladykracher dont l’adaptation Mademoiselle avec Julie Ferrier sera diffusée sur France 2. Il s'agit d'une co-production faite avec la société de production audiovisuelle Robin & Co. 80 numéros sont diffusés lors de l’été 2008 juste avant le JT de 20h de la chaîne publique.
Dans le monde digital, « La Prod’ en Face » signe en 2010 un format de caméra cachée pour le compte de McDonald's déclinant la campagne « Venez comme vous êtes ».
C'est également à partir de 2010, qu'elle rejoint MFP pour développer la stratégie de MFP (Multimédia France Productions), la société de production du groupe France Télévisions.

### Carrière dans la diffusion: France 4
En juin 2012, sur nomination de Rémy Pflimlin, elle accède à la direction générale des programmes de France 4 avec l’objectif de façonner une chaîne créative qui s’adresse à une jeune génération de moins en moins devant la télévision.
Après un changement de ligne éditoriale voulu par le groupe France Télévisions, elle décide de quitter la chaîne au printemps 2014.

### Carrière dans le numérique en Chine: Shanghai Media Group
À la mi-2015, elle prend la direction de Shanghaï pour travailler pour le groupe SMG, Shanghai Media Groupe (groupe de médias national en Chine comptant 10 000 collaborateurs, quinze chaînes de télévision dont Dragon TV et une plateforme OTT de distribution de ses contenus audio video gaming). Elle devient en 2017 responsable du Développement à l'international de SMG et collabore à la convergence entre les différents médias du groupe, leur plateformisation, tout comme l'émergence de l'IA. « Le gouvernement chinois (...) investit massivement dans l'intelligence artificielle et (...) veut mettre en avant la science partout, y compris à la télévision »

### Candidature à la présidence de France Télévisions
En juillet 2020, Sandrine Roustan fait partie des 8 candidats sélectionnés à la présidence de France Télévisions. Son projet intitulé « France Mediavisions » veut faire entrer France Télévisions dans une nouvelle ère multimédias, multiplateformes, multicontenus. Les points clés de son projet reposent sur l’idée d’une plateformisation de l’offre de France Télévisions faisant converger audio et vidéo, avec un volet interactif puissant assuré par des outils d’intelligence artificielle (géolocalisation, services numériques, recommandations et personnalisations) ou encore de la mise en place d’une e-régie permettant une diversification des ressources publicitaires sur tous les supports avec l’idée que le mobile sera demain l’écran principal. 
L’issue de cette désignation par le CSA verra la reconduction de la présidente de France Télévisions en place, Delphine Ernotte Cunci. pour un deuxième mandat.

### Directrice générale RTBF (Radio Télévision Belge Francophone)
En février 2021, elle est nommée directrice générale chargée du pôle Contenus de la RTBF, membre du Comex et du Comité permanent du groupe de media public belge francophone après avoir présenté son projet stratégique et avoir été auditionnée par le conseil d’administration de la RTBF. 
La RTBF déploie depuis 2019, une vision de transformation globale et digitale et c’est dans cette optique que Sandrine Roustan prend ses fonctions.
Sous son mandat, le groupe poursuit son déploiement en étant à la fois éditeur et diffuseur multimédias de programmes et de contenus par l'intermédiaire d'un modèle développé par toutes les équipes lui permettant d’entrer dans l’ère du numérique et de l’intelligence artificielle.
La RTBF compte environ 2 000 employés, diffuse 4 chaînes de télévision (La Une, Tipik, La Trois, Ouftivi), 5 stations de radios (VivaCité, La Première, Classic 21, Music 3, Tipik La radio) et profite de studios de productions à Bruxelles et en région (Charleroi, Mons, Namur, Liège).

## Distinctions
Sandrine Roustan a été élevée au rang de chevalier de la Légion d’honneur par décret présidentiel du 1er janvier 2020, sur le contingent du ministère de la Culture.